# 707.ª Divisão de Infantaria (Alemanha)
A 707ª Divisão de Infantaria (em alemão:707. Infanterie-Division) foi uma unidade militar que serviu no Exército alemão durante a Segunda Guerra Mundial.

## Comandantes
| Comandante                                                            | Data                                          |
| --------------------------------------------------------------------- | --------------------------------------------- |
| Generalmajor Gustav Freiherr von Mauchenheim gennant von Bechtolsheim | 3 de maio de 1941 - 22 de fevereiro de 1943   |
| Generalleutnant Hans Freiherr von Falkenstein                         | 22 de fevereiro de 1943 - 25 de abril de 1943 |
| Generalleutnant Wilhelm Rußwurm                                       | 25 de abril de 1943 - 1 de junho de 1943      |
| Generalleutnant Rudolf Busich                                         | 1 de junho de 1943 - 3 de dezembro de 1943    |
| Generalmajor Alexander Conrady                                        | 3 de dezembro de 1943 - 12 de janeiro de 1944 |
| Generalleutnant Rudolf Busich                                         | 12 de janeiro de 1944 - 15 de maio de 1944    |
| Generalmajor Gustav Gihr                                              | 15 de maio de 1944 - 27 de junho de 1944      |

## Oficiais de operações
| Oberstleutnant Fritz-Wedig von der Osten | maio de 1941 - maio de 1943       |
| Oberstleutnant Edmund Graf von Boullion  | maio de 1943 - fevereiro de 1944  |
| Major Klaus Mayer                        | fevereiro de 1944 - junho de 1944 |

## Área de operações
| Alemanha                       | maio de 1941 — de agosto de 1941  |
| Frente Oriental, setor central | agosto de 1941 — de junho de 1944 |